# ヘンリー・ウォルドグレイヴ (初代ウォルドグレイヴ男爵)
初代ウォルドグレイヴ男爵ヘンリー・ウォルドグレイヴ（英語: Henry Waldegrave, 1st Baron Waldegrave、1661年 – 1689年1月24日）は、イングランド王国の貴族、ジャコバイト。

## 生涯
第3代準男爵チャールズ・ウォルドグレイヴとヘレン・エングルフィールド（Helen Englefield）の長男として生まれ、1684年に父が死去すると準男爵位を継承した。
1683年11月28日、ヘンリエッタ・フィッツジェームズ（イングランド王ジェームズ2世と愛妾アラベラ・チャーチルの娘）と結婚、2男1女を儲けた。
- アラベラ
- ジェームズ（1685年 – 1741年） - 第2代ウォルドグレイヴ男爵、後に初代ウォルドグレイヴ伯爵に叙爵

1686年1月20日、チュートンのウォルドグレイヴ男爵に叙された。続く1687年から1688年まで王室監査官を務め、1688年6月19日にサマセット首席治安判事に任命されたが、1688年に名誉革命が勃発すると渡仏して、翌1689年にパリで死去した。息子ジェームズが爵位を継承した。